# グランディア
『グランディア』（GRANDIA）は、ゲームアーツが1997年12月18日に発売したセガサターン用コンピュータRPG作品である。制作には、ゲームアーツの呼びかけで設立されたESPの支援を得ている。

## 概要
3Dと2Dの融合
このゲームの特徴として、ポリゴンモデルで制作された3D背景に、ドット絵で制作された2Dキャラを融合させるといった技術・演出が用いられている。それは、「アニメーターが一コマずつ動きを作画する」という制作様式と同種のもので、手間とコストがかかる手法であり、当時全盛となっていた3Dゲームの市況からは逆行するものだった。
同様の手法は、本作の約1か月後にPlayStationで発売された『ゼノギアス』や2000年発売の『ドラゴンクエストVII エデンの戦士たち』でも用いられていた。
凝ったBGM
グランディアのフィールド音楽は、冒険がテーマということもあり、地域毎に全く異なった雰囲気の民族音楽的なBGMが採用されている。テーマ曲のメロディーをアレンジして、戦闘時や勝利時のメロディーに使用している。
戦闘シーンにおいても、前半（DISK1）と後半（DISK2）で異なるBGMを採用しており、物語の核心に近づいている印象を強める効果を狙っているという。
3D的な効果音
本作においては、効果音も注目すべきポイントであり、3D上のマップで回転・移動させれば、効果音もそれにより左右にパンしたり、音量が大小に変わったりするなど、それまでのゲームと比べて非常に凝っている。効果音はハリウッド映画などの音響制作で著名な「スカイウォーカーサウンド」が製作しており、クオリティが非常に高い。
制作スタッフによると、RPGの戦闘において「声優によるボイスアクション」が本格的に入ったのも、おそらくグランディアが初であるという。
売上
- SS版グランディアは初動34万本、PS版は9万7千本を売り上げた。アメリカでは11万本の売上（PS版）。
- SS版グランディアはシリーズ最高の売上。なお、ファンディスクのデジタルミュージアムは3万本。

キャッチコピー
- 忘れられない冒険になる…… これがシネマティックRPG（SS版、PSストア版）
- 忘れかけていた、愛と夢がここにある。（PS版）
- 歴史に残る映画があるように、歴史に残るRPGがある（SS版）

## 発売までの経緯
制作が発表された1996年当時、『グランディア』はセガサターン最大のキラータイトルになると期待された。そのため、セガとゲームアーツは『ファイナルファンタジーVII』と同様、各種雑誌に開発中の広告を打ち出したり、無料体験版を配布したりと精力的に宣伝を行った。しかし、1997年1月に発売された『ファイナルファンタジーVII』がヒットするなどしてPlayStationはシェアを拡大、セガサターンは劣勢に立たされた。当初1997年春発売予定とされていた『グランディア』も、半年ほど発売が延期され12月になった。

### 反響
『グランディア』はセガサターンソフトとしてはヒットしたが、ゲームソフト市場全体でみた場合はPlayStationソフトには及ばず、本体の販売台数にも大きくは寄与しなかった。セガは1998年5月にドリームキャストを発表。セガサターンの巻き返しは、セガが自ら兵を退く形で失敗に終わった。しかし作品としての『グランディア』は高く評価され、「CESA大賞'97」（現 日本ゲーム大賞）においてセガサターン用ソフトとしては唯一、賞（優秀賞）を獲得している。
1998年5月28日には、ファンディスクとして『グランディア デジタルミュージアム』が発売された。
2000年12月22日には、派生作品としてゲームボーイカラーソフト『グランディア パラレルトリッパーズ』が発売された。
2007年には、今作との関連性が強いMMORPG『グランディア ゼロ』がサービス開始予定であったが、2007年12月28日に投資事業有限責任組合オンラインゲーム革命ファンド1号(OGRファンド)に26億円で売却された。その後、タイトルを『グランディアオンライン』に変更し、2009年8月26日に正式サービスが開始され、3年後の2012年9月28日にサービス終了となった。

### 移植
1999年にはPlayStationへと移植された。
2018年にはNintendo SwitchおよびSteamでのHDリマスター版発売が発表された。Switch版は『グランディアII』とのセットになっている。
2019年10月15日に、Steam版『グランディア HDリマスター』が日本語字幕に非対応の状態で発売された。
2020年3月25日、Switch版『グランディア HDコレクション』が発売され、Steam版に日本語字幕がアップデートで追加された。
2023年11月21日、PSゲームアーカイブ『グランディア』PlayStation Plus版が発売された。
2024年3月26日には、『グランディア HDリマスター』がPlayStation 4とXbox Oneに向けて配信開始された。

## システム

### シリーズ共通のシステム
シンボルエンカウント
本作は、ドラゴンクエストのような「ランダムエンカウント」ではなく、ダンジョンマップ上に敵キャラクターが配置される「シンボルエンカウント」型のシステムとなっている。これにより、戦闘を避けながら進むことができる一方で、敵が密集している地帯では戦闘を避けられず連戦になってしまう場合も少なくない。
戦闘フィールドでの移動
戦闘システムも独特であり、基本的にはコマンド選択式なのだが、戦闘フィールドにキャラクターが配置される（この点は同社の『LUNAR』に由来）。そのため、敵との距離が離れすぎていて攻撃できなかったり（このため、キャラクターには移動速度などの能力を表す「移動力」というステータスがある）、攻撃技の範囲が「敵単体」「敵全体」といった括りだけでなく、フィールドの一定範囲を攻撃したりするようなものがある。
素早さに依存したシステム
戦闘自体はターン制バトルのように、敵味方とも「待機中」→「コマンド入力」→「行動準備中」→「行動」→「待機中」…という順序で行動していくが、待機中はキャラクターの素早さが高いほどコマンド入力までの時間が短くなるため、キャラクター毎に行動回数に差が出てくる。
その一方で、「行動準備」の時間は素早さに関係なく、選択した行動によって決まり、通常攻撃（コンボ）や防御には準備時間は無く、強力な技などは準備時間が長くなっている。また選択した行動によっては、行動後の待機時間が短くなる効果を持つものもある。また、覚えたばかりの技、魔法は発動に時間が掛かるが使用回数が増えるごとに短くなる。
IPダメージ・キャンセル
さらに特徴的なシステムとして「IPダメージ」「キャンセル」がある。上記の行動の流れは画面下部のIP（イニシアチブ・ポイント）ゲージ上で管理され、ゲージが溜まったキャラクターからコマンド入力・行動を行うことになるが、攻撃技によってはこのゲージにもダメージを与え、敵の行動を遅らせるものがある。
また、一旦「行動準備中」になった敵の行動を止めることは通常できないが、「キャンセル効果」を持つ技を行動準備中の敵に当てると、敵のIPゲージを「コマンド入力」前まで大幅に後退させ、敵の行動をなかったことにできる（キャンセル）。また相手の「行動準備中」に攻撃すると「カウンター」が発動し、「IPダメージ」の他通常よりダメージが大きくなる。

### この作品のみのシステム

#### 武器と魔法の経験値
本作では、キャラクターのレベルと経験値以外に、武器と魔法にもレベルと経験値が設定されている。また、技や魔法はキャラクターのレベルではなく、武器と魔法のレベルアップよってのみ習得できる。
キャラクターごとに使える武器系統が1～3種類決まっており、レベルが上がるごとにその武器に設定されている能力値も上がる。魔法は、４つの基本属性（火、風、水、土）にレベル・経験値が設定されていて、レベルが上がるごとにその魔法に設定されている能力値も上がる。合成属性魔法の場合には、例えば雪属性魔法なら風と水の両方の属性が上がる。
SP・MPは技・魔法を使用してスキル経験値を溜め、スキルレベルが上がると上昇する。そのため、通常攻撃ばかりしているとSP・MPが上昇しない。

#### 魔法を習得する方法
本作では、武器屋でマナエッグを使用すると、4つの基本属性（火、風、水、土）から1つ、初期魔法が覚えられる。
基本属性が4種類（火、風、水、土）、合成属性が4種類（稲妻、吹雪、森林、爆裂）、全部で8種類の属性がある。隣接する2つの基本魔法を使い続けてレベルを上げると、合成魔法を習得できる。例えば、火と風を使用していくと稲妻、水と土を使用していくと森林を覚えられる。
マナエッグはマップ上に落ちており、ショップなどでは購入できない。マナエッグは最大4個使うことができるが、使えないキャラもいる。基本的に、大人のキャラは新たにマナエッグを使用することはできない。キャラクターに使用できる最大数より多くマナエッグは落ちているため、きちんと拾っていけばキャラクターを最大まで強化できる。
スーはストーリー中盤の折り返し地点で、パーティーから途中離脱してしまう。そのため、スーの魔法経験値の1/3を引き継げるアイテムが用意されており、それまでの苦労が無駄にならない救済措置となっている。
こうした要素により、攻撃力はないが素早いキャラクターでキャンセル攻撃を多用して敵の大技を防ぐ、敵の行動順が間近な時に回避コマンドで敵から離れて攻撃を避けつつ次の行動順を早くする、といった駆け引きと戦略性を生んでいる。この戦略性は、ボス相手でさえ上手く立ち回ればまったく攻撃を受けなくできる一方、全く気にしなくてもクリアはできる程度に調整されている。

## ストーリー
遥かなる太古の昔、精霊が光翼人に与えたという祝福の証「精霊石」。光翼人はその精霊石の恩恵を惜しみなく人に分け与え、この時より人の繁栄が始まった。しかし、人々が更なる豊かさを求めて自らが光翼人になろうとした結果、その欲望が精霊石をくもらせてしまい、精霊石は7つに砕けて光翼人と精霊は去ってしまった。かつて光翼人によって繁栄を極めた古代文明「エンジュール」は、冒険者や考古学者たちの夢と空想を掻き立てた。彼らは海を渡って新大陸を駆け巡り、まだ見ぬ新世界を目指したが、やがて空まで届くほどの巨大な壁「世界の果て」がそびえ立っていることが分かり、大航海時代は終わりを告げようとしていた。
15歳の少年・主人公のジャスティンは、冒険家であった父の形見であるエンジュール神話の「精霊石」が本物であると信じ、エンジュール神話の世界が実際のものであったと疑わなかった。ある日、博物館の所長から遺跡発掘場への紹介状をもらったことから、幼馴染みの8歳の少女スーと共に、ガーライル軍が調査をする古代遺跡サルトへ向かう。精霊石の光に導かれるように遺跡の最深部にまでたどり着いたジャスティン達は、遺跡の機械が映し出した謎の少女リエーテに、はるか東の地にあるという遺跡「アレント」まで来るよう促される。冒険者として旅立ったジャスティン達は、新大陸の街ニューパームへと向かう船上で、凄腕の冒険者として名の知られる15歳の快活な少女フィーナと出会う。幽霊船の探索やフィーナの結婚騒動などを通して信頼を得たジャスティン達は、フィーナを仲間に加えて冒険をすることになる。ドム遺跡にて、リエーテの言葉からアレントが世界の果ての向こうにあると確信したジャスティンは、3人で向こう側の世界へ行こうと決意し、霧の樹海を抜けて世界の果ての頂上へとたどり着く。
世界の果ての向こう側は、亜人たちの住まう世界であった。大柄で寡黙な竜陣剣の使い手ガドインと出会い、順調にいくつかの街や遺跡を探索していくジャスティン達であったが、幼いスーが無理をして倒れてしまい、「神隠しの丘」の転送装置から故郷の街パームへと送り返すことになる。その後も、口が悪いが仲間想いな忍術使いの少年ラップ、圧倒的なパワーを誇る女戦士ミルダ、ウサギのような容姿をした博識な商人ギドといったメンバー達との出会いと別れを通して、子供だったジャスティンは一歩ずつ冒険者へと成長していく。しかしそんな中、バール将軍率いるガーライル軍が、エンジュール文明を手中に収めようと画策していた。バール将軍の息子でもあるミューレン大佐と、その副官でありフィーナの双子の姉妹リーン、そしてミューレン大佐の指揮下の部隊長サキ、ナナ、ミオらガーライル3人娘が、道中でジャスティン達の行く手を遮る。ジャスティン達一行は、冒険の旅の中でエンジュール文明の謎と、世界の危機に立ち向かうことになる。
ガーライル軍は「禍いの塔」にて、腐敗をもたらす「ガイア」という植物のような古代生命体を研究していた。ガイアの一部に寄生されているバール将軍は、ガイアの思念によって操られてガイア復活を進めており、精霊石を使ってパワーアップした「ガイア」を復活させ、世界を征服して自分の思い通りに作り変えようとしていた。一方、空中都市アレントに到着したジャスティン達は、リエーテから「エンジュール文明の真実」を説明される。ジャスティンの精霊石は、エンジュール時代の光翼人によって鍛造されたアーティファクトであり、光翼人から授けられた「人類への贈り物」であったこと。しかし、人間たちが欲望のままに精霊石を利用した結果、「ガイア」を生み出して世界を滅ぼしかけたこと。そして光翼人は、地球と人類を救うために自らを犠牲にしてガイアを滅ぼし、将来ガイアが復活した場合に備えて「光翼人の双子が生まれ、次のガイアの復活まで世界を救うために犠牲になる」というシステムを作って遺したという。「フィーナとリーンが復活した光翼人であること」を知ったジャスティンは、ガイアと融合したバールから彼らを救うため、リエーテを仲間に加えて出発する。ガイアが世界を滅ぼす脅威であると知ったリーンは、光翼人としての運命を受け入れ、ガイアの力を弱めるために自分自身を犠牲にする。ミューレンは「ガイアのために犠牲になってほしい」とフィーナに懇願するが、ジャスティンは「ガイアは復活するだけなので、犠牲を払っても問題は解決しない」と主張する。ガイアは巨大な触手を広げてガーライル軍を駆逐し、巨大な世界樹のような形状となってその腐敗を世界中に広めようとする。ジャスティンは仲間たちの助けを借りて勇気を振り絞り、ガイアそのものの地下中心部へと降りていき、ガイアと精霊の石を完全に破壊する。ガイアの破壊により、亡くなったと思われていたリーンも復活する。
10年後、エンジュール文明の真実を発見し、「世界を救った英雄」となった冒険者ジャスティンの名前は世界中に知られるようになっていた。18歳の美少女になったスーは、10年近くの冒険を終えて「5人の幼い子供たち」を連れて帰ってきたジャスティンとフィーナと再会したところで、物語は幕を閉じる。

## キャラクター

### プレイヤーキャラクター
ジャスティン
声 - 瀧本富士子
本作の主人公。14歳。パームの街に住むわんぱくな少年だったが、冒険家であった父や祖父に憧れ、旅にでる。父の形見である「精霊石」が本物であると信じている。熱血、単純、お人よしで、思ったことをすぐに行動に移す性格だが、苦境に屈することのない芯の強さを持つ。
武器は刀剣、メイス、オノで技は攻撃中心。魔法も攻撃中心。持っているスキルの関係上、非常にバランスの良いキャラクターになる。
フィーナ
声 - 日髙のり子
本作のヒロイン。15歳。新大陸にあるニューパームの街に住んでいる冒険者。新大陸の冒険者協会に所属し、協会で一番の腕前を持つ。一人暮らしが長いためか、家事にも慣れている。
基本的に明るく活発な性格だが、感情を表に出すタイプのため喜怒哀楽が激しい一面を持つ。最初はジャスティンのことを子供扱いしていたが、幽霊船退治でジャスティンの実力を認め、後にジャスティンと旅をすることになる。
武器は鞭とナイフ（短剣）だが、技は少なめ。魔法は攻撃、回復、補助をバランスよく覚える。序盤はジャスティンより全体的にステータスが高く頼りになるが、使用武器の特性もあって体力と力は伸びにくく、ジャスティンどころかスーにも劣る。中盤以降になると物理攻撃性能の高いキャラも加入するため、魔法が主体の戦闘スタイルとなってくる。
スー
声 - 西原久美子
8歳。ジャスティンの幼馴染。そばかすが印象的。明るくおしゃまな性格だが、意地っ張りな部分がある。両親を亡くしており、伯父夫婦の家に住んでいる。ジャスティンの家の隣に住んでおり、夕飯をジャスティンの家で食べてくることも多い。自称・ジャスティンの保護者で、どこへでも一緒について行きたがる。
武器は射撃類（弓とダーツ）とメイス（杖とハンマー）。他のキャラより攻撃動作は遅め。回復やステータス支援の技を持っている。魔法は攻撃中心だが、補助・回復もある程度は覚える。
ツインタワーをクリア後のストーリー中盤の折り返し地点で、ダイトの村でスーが倒れ「極度の過労」と診断されパーティーから一時離脱する。その後、「転送の玉」を入手したら、「神隠しの丘」まで送り届けるまで仲間に再加入するが、転送装置でパームへと送り届けて、故郷のパームに帰ってしまいパーティーから離脱する。
プーイ
声 - 橘ひかり
ジャスティンの父親が生前に旅先で見つけてきた、ちょうちょに似た謎の生物。スーに懐いていて常に一緒にいる。「ぷうぷう」と鳴く。人間の食べるものなら何でも食べる。一応空を飛べるのだが、普段はスーの頭に止まって大人しくしており、はたから見るとリボンのようである。
スーの技はプーイを使うものが多く、体当たりしたり、火を吐いたり、水を吐いたり、ポンポンを持って応援したりする。
ガドイン
声 - 納谷六朗
38歳。冒険の途中で出会うダイトの村最強の剣士。大柄で寡黙だが、その見た目とは裏腹に優しい一面も持っている。
典型的な山男であり、修行のため飛竜の谷の小屋に一人で住んでいる。幾多の大型モンスターと対決し倒してきたが、女性は全くの苦手。
得意料理は「飛竜のシチュー」。だが、このシチューのせいでジャスティンと決闘することになる。
武器は刀剣のみ。非常に強力な竜陣剣という技を使う。魔法は火と土属性のみ使用可能。素早さに欠けるが、通常技で雑魚敵が吹き飛ぶほど攻撃力が高い。
ラップ
声 - 山口勝平
15歳。カフーの里の少年。子供たちのガキ大将的存在。一方で大人からの評判は悪い。乱暴で口が悪い性格だが、本当は仲間想いで優しい。熱い性格などジャスティンと通じるところが多く、彼とはすぐに打ち解ける。
武器は刀剣、ナイフ（短剣）、射撃系に関してはダーツ（手裏剣）のみ装備可能。剣、ナイフ装備時と射撃系装備時で使用できる技が大きく変わる。
魔法は攻撃と補助（妨害系）が中心だが、回復も苦手なわけではない。だが、ヨミ（生き返らせる魔法）を使うことはできない。
忍者なので素早く、力もそれなりに高いため、特攻タイプのキャラクター。
暇な時は一人でケンダマをやっている。
ミルダ
声 - 坂本千夏
19歳。筋肉がたくましい、レーヌの村の女戦士。ガーライル軍の戦車を壊してしまうほどのパワーを持つ。
初対面でジャスティン達をガーライル軍の人間と思い込んで襲ってくるが、誤解がとけたあとは行動を共にするようになる。
外見や言葉遣いは男勝りであるが、家庭の主婦であり、母性的な一面も併せ持っている。そのためかニッキなどの子供におばさんと呼ばれる場面がいくつかある。ダーリンという夫がいる。
レーヌの村とカフーの里は民族対立があり、カフーの里の民とは折り合いが悪い。
武器は刀剣、メイス、オノだが、コンボ時は体当たりで攻撃している。魔法は使えない。完全に攻撃タイプのキャラクター。
ギド
声 - 亀井芳子
モゲ族の商人。ウサギのようなかわいい容姿とは裏腹に、非常に深い歴史と知識を持っている。ジャスティンに出会うたびに意味深長な言葉を残していく。
他人を小馬鹿にしているような印象があるが、本人には悪気は無い。実はモゲ族の長老であるが、普段は行商に出ており、ジールパドンの街にいることはめったにない。物語後半における重要人物。
武器は刀剣、ナイフ（短剣）、射撃系。補助系の技が中心。敵のアイテムを盗むことが出来る特殊技を持つ。魔法は使えない。
商人だけあってお金にがめつく、施設を利用するたびに利用料を取られる。
デジタルミュージアムでは本拠地でショップを開いている。
リエーテ
声 - 井上喜久子
18歳。サルト遺跡最深部で出会う謎の美少女。遺跡の機械が発動したときにホログラムとして映し出され、ジャスティンをアレントという地へ導く。
古代文明の力によって生み出された幻なのか、実在する人間なのか全てが謎に包まれていたが、その正体は、東エレンシア大陸上空の空中神殿アレントに住み、文明の衰亡を見守る不老長寿の巫女(神官)。リエーテという名前は、アレントの巫女に就任した少女が代々受け継ぐ名前である。アレント神殿内には歴代リエーテの石碑があり、彼女の前にも大勢のリエーテがいたことが示唆されている。
武器はメイスだが、ロッド系統のみ装備可能。魔法は攻撃と補助中心。技が少ないので魔法中心で戦うキャラクター。
ずっとアレントに1人で住んでいたためか、おっとりと世間知らずな女性である。仲間になった後はいままでの印象が崩れる言動をする。
デジタルミュージアムでは「アレント博物館」という施設を作り、ジャスティンの仲間達に協力してもらい、今までの冒険を誰でも経験できるような場所を作る。

### ガーライル軍の軍人
バール将軍
声 - 若本規夫
48歳。ガーライル軍の最高司令官であり、ミューレン大佐の父親。パームの街（ジャスティンの出身地）の発展に貢献した「ジュール財団」の私設軍団「ガーライル軍」の軍人。
近年は財団とは距離を置き、軍独自の極秘作戦「ユグドラシル計画」を遂行している。エンジュール文明（古代文明）を崩壊させた生物兵器ガイアを復活させるべく、サルト遺跡、ドム遺跡など世界中の遺跡に兵を派遣し、ガイア復活の手掛かりとなる7つの精霊石を集めさせている。計画が最終段階に移ると、次第に軍の私物化が目立つようになり、探索に派遣した部下を切り捨てるような発言をする。
ミューレン大佐は遺跡調査の際に攻め滅ぼした村の捕虜の亜人に生ませた子供であり、亜人の古代語を読む能力を入手する事が目的だったため、とくに親子の情と呼べるものはない。オープニングでもミューレンに「二人しかいない時は父と呼べ」と話すが、ミューレンはリーンが同席している事を上げて婉曲に断られており、距離感がある。
体の左半分（キャラの向きによっては逆になる）をマントで覆っているが、これはガイアという怪物に半身を乗っ取られているためであり、力が暴走するとガイア触手(3本の長い腕と尻尾)が姿を現す。
元々は、ジュール財団の新大陸探検隊隊長であり、長期の遺跡調査に赴くが、エンジュール文明の技術解析を優先するあまり、兵への救援を渋る当時の財団に不信感を抱く。最後の遺跡調査で、ガイアの芽と思われる種による伝染病により兵の半数を失う。この時すでにバール自身もガイアの芽の影響を受けてしまっており、精霊石を使ってガイアを復活させろという幻聴が聞こえていた。
ミューレン大佐
声 - 小杉十郎太
23歳。バールの息子でガーライル軍の指揮官。親の七光りだけではなく、有能な指揮能力も持ち合わせておりで一般兵士からの人望も厚い。剣術にも秀でており「昇竜斬」など後のシリーズにも続く必殺技を会得している。
父親のバールはもともと一般の軍人であるが、母親が亜人であるため古代エンジュール語が話せる。「ユグドラシル計画」の内容を知る一人。心を許しているのは副官のリーンのみで、普段は沈着冷静な性格。
リーン
声 - 橘ひかり
15歳。ミューレンの副官を務める謎の少女。階級は中尉。士官学校を出ていない非力な少女であるにもかかわらず士官として採用されるなど、とにかく序盤は謎が多い。軍人向きではない優しい性格の持ち主で、部下からは慕われている。が、軍の命令に忠実で非道な軍令でも従うため、あちこちの村で恨みを買っている。常にミューレン大佐と行動している。
実はフィーナの双子の姉で、滅んだとされる光翼人の生き残りの一人である。ガイアに襲われそうになったフィーナを助けるために光翼人の力を使い、自ら正体を明かす。光翼人には、エンジュール文明の古代装置を操る能力があるため、バールの強制によって古代遺跡の装置の起動を強いられている。また、蒸気砲というガイアに対抗できる兵器を操ることができるため、バールの暴走によりガイアが復活した後は、フィーナと共に蒸気砲でガイアに攻撃を仕掛ける切り札とされていた。
蛙がとにかく苦手。デジタルミュージアムではカエル嫌いを克服するため、カエル型モンスターで満たされた隠し部屋に一人でいる。
ガーライル3人娘。
階級はいずれも中尉。三人ともミューレンに憧れており、彼の側近であるリーンを目の敵にしている。軍事学校で出世コース入りしたため若くして指揮官についている。各部隊の隊長だけあって戦闘能力は高く、3人揃った際の戦闘能力は通常の13倍にまで跳ね上がる。
一方で性格や指揮官としての能力に大きな問題があり、部下の多く（とミューレン大佐）から不評を買っている。個々の能力は高いはずなのだが、連携するには性格的な相性が良くない模様。ジャスティンたちを度々追い詰めながらも、最後は出し抜かれてしまうのはその辺に原因がある。
初対面の際にもジャスティンの持っている紹介状を、ナナがビリっと破り捨て、サキがグシャグシャに丸めて、ミオがポイっと穴に捨ててしまい、紹介状のないジャスティンを拷問にかけると脅す性格の悪さを見せつけた。
サキ
声 - 萩森侚子
16歳。ライトニングスター隊（突撃隊）の隊長。ボーイッシュで乱暴でガサツで脳筋。赤毛のショートヘアー。細かい計算が苦手なため、部下の教育はほぼ筋トレ任せ。
戦闘では得意技のパワーラリアットとハリセンを使って攻撃してくる。3人娘の中で一番戦闘能力が高い。ストーリー終結後はミューレンのクーデターによりガーライル軍が解体されてしまったため、肉体労働の仕事を転々とする形で旧大陸に向かう。
ナナ
声 - 冬馬由美
16歳。ブラッディローズ隊の隊長。デジタルミュージアムで彼女の部下は親衛隊という名称で登場する。紫色の髪をしたロングヘアー。高飛車な女王様気質で、ブランド物にうるさい。人使いがとにかく荒いため単純に部下から嫌われている。しかし、物語後半で対ガイア作戦失敗後に軍が撤退する際に失意のジャスティンに「助かった命を大切にするように」と諭すなど性根は悪い子ではない。
戦闘では巨大なヨーヨーを振り回して攻撃する。ストーリー終結後は、美貌で多くの男をたぶらかして生きていたが、逆に騙されて旧大陸に出稼ぎさせられる形で都落ちする。
ミオ
声 - 久川綾
16歳。デザートムーン隊（化学班）の隊長。緑色のロングヘアー。眼鏡をかけた頭脳派だが、わかりやすく外道である。口癖は「私の計算によると・・・・」。人を陥れる作戦を考えるのが得意だが、毎回どこか肝心な部分をが抜けており、あと一歩のところで失敗するというオチがつく。軍の兵士が勝手にやっている美人コンテストではリーンに次いで2位を獲得しているが、かなり大きな差をつけられてしまっている。黙っていれば美人とのこと。
戦闘では風船による状態異常ガスで、毒、麻痺、眠り状態にして行動を封じてくる。また、防御力無視のスタンガンで大ダメージ+マヒを与えてくるため、パターンにハマると味方が何もできないまま全滅することもあり、非常に厄介な相手。一方で体力は3人の中で一番低い。ストーリー終結後は、その頭脳を生かして何らかの職業でわりと稼いでいたようだが、ピンハネが発覚したことから指名手配され、旧大陸に逃亡する。

### その他の人々

#### メッシナ大陸
リリィ
声 - 冬馬由美
パームの街の名物食堂「うみねこ亭リリィ」の経営者で、ジャスティンの母親。32歳。
息子のジャスティンのイタズラにほぼ毎日悩まされており、その都度特技の「お盆チョップ」でジャスティンを頭をはたいて叱っている。
竹を割ったような性格。「うみねこ亭」という料理屋を経営しており、工場・鉱山の男達からの評判はなかなかのもの。ライバル店に「ブルーマリン」という店が存在するが、相手にもならない模様。
昔は女海賊をしており、「ドクロのリリィ」と言う名で恐れられていた。ある時、渡航船を襲撃した際に精霊石を持った冒険者を見つけ、石をよこすよう迫ったが、その男は頑として聞き入れなかった。その冒険者が後の夫であり、ジャスティンの父である。元海賊ということは街の人も知っているが、あまり噂にする人はいない。また、冒険者協会会長ガウスに縁があり、息子のジャスティンが旅立つときに口添えの手紙をこっそり持たせていた。
デジタルミュージアムでは、ジャスティンがリリィにお盆チョップされるシーンをパロディにした「モグラ叩き」のミニゲームがある。
ガンツ
パームの街のガキ大将。弟のテンツ、子分のコズル、グースと一緒に、よくジャスティンと張り合っては街の人に怒られている。スーに惚れており、いつもスーと一緒にいるジャスティンにライバル意識がある様子。
父親と祖父の武勇伝から冒険家になる夢を追い求めているジャスティンとは反対に、冒険者が必要とされた時代が終わり、工場職員か軍人になるのがこの町の男のまっとうな生き方だと考えている。
本作の物語は、ジャスティンがガンツと決闘（お宝探し）するところから始まる。彼の隠した「精霊の剣、光の盾、勇者の兜、伝説の鎧」を日が暮れるまでに見つければ勝ちだったが、実際これらの武具はそれらしい名前を付けただけのガラクタだった。
デジタルミュージアムのミニゲームコーナーでは、パームに帰ってきたスーに勝負を挑み、自分が勝ったら将来結婚するよう迫る。
ゴンツ
ガンツの兄。ガーライル軍に就職しており、サルト遺跡の発掘調査に参加している。だが実際には遺跡内調査に関わっておらず、3人娘の小間使いをやらされている様子。
ジン
錆びた鎧姿の自称現役冒険者の老人。普段はパームの酒場で酔いどれているため胡散臭がられているが、ニューパームではジン平原を発見した偉大な人物とされている。
鉱山に一人で住んでおり、夜な夜な洞窟から聞こえるオークと呼ばれる子鬼型モンスターの鳴き声に困らされていた。ジャスティンが新大陸に渡るための船のパスを貰えないか相談しに行くことになる。
エンジュール博物館館長
考古学者。ガーライル軍が占拠しているサルト遺跡に見学許可をとってくれる。ジャスティンとは趣味が合うようで、よくスーを置いてけぼりにして二人にしかわからない古代文明の話に没頭している。エンジュール文明の資料や、サルト遺跡をはじめとする各地で発見された出土物を展示している。精霊石や光翼人、不老不死の大神官などにまつわる資料を数多く保持しているが、本人はこれらの伝説はあくまで比喩に過ぎないだろうという見解を述べている。
ジャスティンの依頼で、父親の形見である精霊石を調べていたが、材質がダイヤモンドより硬いため解析もできず、正確な情報は何一つ得られなかった。学生時代、親に反対されながらも考古学の道に進んだ経験があり、母親に何も告げずに冒険に旅立とうとするジャスティンの背中を押してくれる。

#### ニューパーム大陸
パコン
ニューパーム冒険者協会の現会長。鼻水を垂らした、甘ったれのボンボンを絵にかいたようなバカ息子。かつて父親が冒険者協会の会長を務めていたが、"世界の果て"が発見され、大陸に未踏地が残り少なくなったことが知れ渡ると、冒険に夢を見いだせなくなった者が次々と協会を脱退し、会員数が減ったことで協会の財政面は厳しくなっていった。しかし、父親が亡くなってからは彼が会長に就任し、発見された遺跡やルートを巡る観光ツアーに鞍替えする形で経営の立て直しに成功した。経済的に潤っており、ニューパームの名士としてある程度尊敬はされているものの、古き良き時代の「冒険」を好む人からは快く思われていない模様。
協会一の実力者であるフィーナに惚れており、勝手に作った彼女のポスターを会長室一面に貼ったり、両思いだという噂を振りまいたりしている。挙句の果てに会長権限を活用し、冒険者協会の会員用パスに彼女のプロマイドを印刷する、彼女を世界一の冒険者として宣伝したりもしていたが、フィーナには迷惑がられている。
デジタルミュージアムにも登場する。この時にはもうフィーナの事は完全に吹っ切れている様子。
チャン先生
声 - 若本規夫（デジタルミュージアム）
冒険者協会会長パコンの用心棒。弁髪の大男で、格闘の達人。パコンの命令に忠実に従い、パコンに逆らうものには容赦なく攻撃する。
ムエタイ使いだが料理人でもあり、ジャスティンに負けた後は料理人に転職する。
デジタルミュージアムでは、大食い対決のミニゲームに、コックとして登場する。
レム
世界の果てのすぐ近くにある亜人の村、ルクの村の子供。好奇心で村を抜け出したところ、ガーライル軍に捕まってしまう。ひどい拷問を受け、命からがら基地から逃げてきたところをジャスティン達に助けられるが、後をつけてきたガーライル軍にジャスティン一行共々に捕まることになる。
そのあとジャスティン達に救われ、軍の見張りが手薄だったことからルクの村へ向かう。だが、これはミューレンとリーンの村の場所を特定するための策略であった。その日の夜、村は襲撃され、村のご神体（精霊石）を奪われてしまう。
冒険者に憧れており、ジャスティンのことを兄貴分のように慕う。小説版では、その後、冒険の旅をしてパームの街に行く。

#### ニューパーム大陸＝西エレンシア大陸
ダイト村長老
海に面した村、ダイトの村の長。毎年毒の雨に悩まされており、毒雨の原因を作っている雨月の塔のクレップから勇者の槍を持ち帰るよう、ジャスティン一行に依頼する。
アルマ
ダイトの村の女医。喋り方は男性的だが、面倒見のいい女性である。幼馴染のガドインに好意を抱いているが、ガドインが非常に鈍感なためこの歳になってもなかなか進展しない様子。
後に、高熱を出して倒れたスーの面倒を見ることになる。
ガンボ村村長
火山のふもとにある温泉とカエルで有名なガンボの村の村長。明るく陽気な中年男性で、人と話すときはウクレレ片手に歌と音楽を交えながら話す。
火の山に住む竜が火山活動を停止させてしまったため、龍をなだめるために、勇気あるカップルの伝説になぞらえ、カップルを竜のいけにえにしようと企てている。
ダンダとナイナ
ガンボの村の腕のいい船乗りと村長の娘のカップル。両思いなのだが、「カップルを竜のいけにえにする」という村の風習を恐れ、お互いに直接会うこともできない状況であった。ジャスティン達が竜を退治したため、いけにえにされる心配がなくなり、大手を振って付き合うことになる。船で二人きりになれる場所に行くついでに一行をツインタワー遺跡まで運んでくれる。
人魚
西エレンシア大陸と東エレンシア大陸の間の海に住むモンスター。人を食べるため、人魚の活動するシーズンには船乗り達は海に出るのを嫌がる。美しい少女の姿をしているが、これはすべて人魚と呼ばれるモンスターの体の一部（疑似餌）であり、本体はチョウチンアンコウを思わせる大型の魚の怪物である。

#### 東エレンシア大陸
ニッキ
声 - 不明
ラップの弟分のカフーの少年。跳ねっ返りのラップをアニキと慕う彼の一番弟子。登場後すぐにモンスターに襲われた際、一度だけ助けを求める。
デジタルミュージアムでは、ラップと共にゲームセンターにいる。
ダーリン
極寒の村、レーヌの村3賢者の一人でミルダの夫。エンジュール文明について研究をしている。まるで太った牛のような人間離れした姿をしており、ジャスティン達を驚かせる。ミルダのダーリンであり、ダーリンという名前でもある。
レーヌ人は村同士の抗争で女性しか出てこないため、女性が強い民族と周囲には思われているが、実は男の方が強く、体の何倍もある岩を一人で移動させたりもする。基本的に男は頭脳労働が専門なので家の外に出ないだけである。
デーリン
レーヌの村3賢者の一人。歴史、数学、生物、薬草などなどエンジュールに関係する様々な事象を研究している。調子のいいときは鼻歌交じりで研究をしている。息子が3人おり、ストーリーが進むと徐々に子供達が人間らしい姿から太った牛のような姿に変わっていく。言葉遣いも急に丁寧になり、考え方も大きく変わる。
長男、次男の急激な変わり様を目の当たりにしたためか、末っ子は自分の体の変化に恐怖を覚えてしまい、本体のレーヌ人の大人の姿に成長できないでいたが、デジタルミュージアムでは無事に角が生え始めたことがデーリンの口から伝えられる。
ドーリン
レーヌの村3賢者の一人。エンジュール文明について研究している賢者。エンジュールについてはダーリンよりも詳しいのだが、頭の角が折れており、さらにその先端部を無くしてしまったために人事不省に陥っていた。ジャスティン達がレーヌの廃村で彼の角を見つけ、元通りにするとようやく正気に戻るが、リエーテ専門の学者を通り越して大ファンである事が発覚する。
チット
3つの民族が住まう砂漠の町、ジールパドン（ジルパ）の町に住む、モゲ族の少女。長老の使いとしてジャスティン達の前に現れる。おばあちゃん子でお喋りな性格。ジャスティンを「赤毛の冒険者さん」と呼ぶ。
デジタルミュージアムでは、ギドと共に本拠地にショップにいる。

## 劇中設定

### エンジュール文明
エンジュール文明
古代の魔法文明。精霊との契約によって成立した高度な文明だが、ガイアの暴走によって滅びた。現在は遺跡があちこちに点在するのみだが、遺跡の魔法機械は十分な魔力さえあれば使えるものが多い。ガーライル軍はこの技術を戦艦グランドールの動力として使っている。
精霊石
人間と精霊との契約の証である石。ギド曰く「人間が精霊に認められた証」であり、精霊石を持つ者には「果たすべき役割」があるという。証を持つ者を導き、各地にあるエンジュール遺跡の鍵を開く役割を持つ。アレントに行く資格があるのは、精霊の祝福を受けた精霊石を持つ者に限られる。
欲望や悪意ある者が持つと、ガイアという化け物になってしまう。その一方で、認められた者の場合であれば、「ガイアの石化」から守る力を与える。過去に人間が精霊との関わりを拒んだために7つに砕けてしまったとされ、その1つはジャスティンが父親の形見として持っていた。
ルクの村にも「ご神体」として精霊石の欠片と思われるものが存在したが、村が襲撃される前のリーンとミューレンの会話の中で、その時点で6つの精霊石をガーライル軍が所有していることが語られている。そのため、少なくとも7つに砕けた精霊石の一つではないと考えられる。
光翼人
文明の崩壊時に現れる、翼を持つ人物。精霊の力を借りてすさまじい魔法を使うことができる。エンジュールの遺跡には、翼を持つ人物があちこちに描かれている。ジャスティンは当初、リエーテが光翼人だと思い込んでいた。
人間が精霊の力を借りられなくなったときに現れる存在。双子の女性で、劇中ではリーンとフィーナが該当する。翼は光翼人魔法を使うときに出現するオーラのようなものであり、これで空を飛ぶことはできない。
光翼人が生まれる時はガイアの出現を伴っていることが多く、先代の光翼人はガイアの暴走を止めるために命を落としている。世界の果てと呼ばれる壁を作ったのも先代の光翼人であり、ガイアのもたらした破壊の影響が遠くの地へ及ばないようにするためであった。

### ガーライル軍
ジュール財団
ジュール財団はパームの街の発展に貢献した謎の財団。元々は、エンジュール文明の高度な技術を現在に蘇らせる目的で設立された財団であり、主な活動として遺跡の調査などを行っていた。
ガーライル軍
ガーライル軍はジュール財団の私設軍団で、国防軍というわけではない。世間的にはニューパーム大陸（西エレンシア大陸）の東側にある巨大壁「世界の果て」が終焉の地と認識されているが、ガーライル軍はその先の東エレンシア大陸でも多数の軍施設を建造・所有するなど、かなり以前から壁の向こう側について知っていた。バール将軍がガイアに半身を乗っ取られてからは、バールに私物化される形で財団の方針を外れ、部下には機密事項として何の説明もないままガイアを復活させる活動を行う。

### 地理
メッシナ大陸（旧大陸）
パームの街がある大陸。石炭の採掘で栄えており、現在は多くの工場で賑わっている。
ニューパーム大陸（新大陸）＝西エレンシア大陸
メッシナ人にとっては新たに発見された新大陸のため、ニューパーム大陸と名付けられた。
ニューパーム、ルクの村、世界の果て、ダイトの村、ガンボの村がある大陸。メッシナ大陸やニューパーム大陸では一般的に「世界の果て」がこの世界の最東端と認識されている。ニューパーム周辺には竹が自生しているが、世界の果てに近づくにつれてエンジュール文明の影響が強くなり、ルクの村まで行くと言語も古代エンジュール語になる。住んでいる人も、亜人（エルフや獣人のような様々な種族）である。世界の果てを越えると、機械とも植物ともつかない植物が自生している。
東エレンシア大陸
カフーの里、レーヌの村、ジールパドンがある大陸。かつてのエンジュール文明の本拠地であり、上空には空中都市アレントがある。滅びた都市の遺跡の上にはガーライル軍の基地も存在する。ガイアの被害が大きく、民族紛争も多い。

## 主要スタッフ（SSオリジナル）
- 監督：宮路武
- 監督：本谷利明
- プロデューサー：内田俊幸
- 演出：高橋秀信
- ゲームグラフィック：安住政敏
- システムデザイン：小山洋幸
- メインプログラム：大畑和幸
- 戦闘プログラム：石川雅生
- ゲームデザイン：岡野崇宏
- ゲームシナリオ：はせべたかひろ
- キャラクターデザイン：草薙琢仁・大上浩明
- アニメーション：森川定美
- 世界設定デザイン：小林治・野田弘一
- 音楽：岩垂徳行
- 制作：上村眞理子

## 移植作品
セガサターン版を基準として、各ハードごとの変更点や相違点を記載する。

### プレイステーション版
- ムービーのフレーム数増加
- フィールドグラフィックの省略（床グラフィックが一部削除）
- セーブポイントや預かり所などのカーソルカラー変更（SS版の青から緑へ変更）
- スキル経験値獲得バグの訂正（戦闘中、フィールドに限らずLv99で必ずカウントストップするようになった）
- 一部魔法エフェクトの変更（半透明処理の追加）
- 一部効果音の追加、変更（セーブ画面、セーブポイントの回復コマンド時の効果音追加と戦闘中の効果音変更）
- DUALSHOCKコントローラのスティックと振動機能に対応
- PocketStation用ミニゲーム「プーイ ジャンプ!」収録
- 説明書などに載っているキャラクターイラストが、草彅琢仁ではなく本谷利明の絵に変更（デザインやゲーム内のキャラクター自体はSS版と同一）
- L・Rボタンのフィールド回転方向設定が戦闘後に初期値へ戻ってしまうバグの修正
- デジキューブ提携コンビニでの販売
- OPで表示される作曲の岩垂徳行の名前が「岩垂徳之」から「岩垂徳行」に修正されている

## ファンディスク
『グランディア デジタルミュージアム』は、1998年5月28日に発売されたセガサターン用ゲームソフト。『グランディア』の唯一のファンディスク。通称『デジミュー』。
グランディアが中古市場に流れないようにするブレーキ役として立案された。『グランディア』のセーブデータを引継いだ場合に開放される要素がある（後述）。グランディアのゲームシステムをそのまま流用しており、ダンジョン攻略がメインの内容であるが、本編には収録されなかった必殺技の台詞や勝利台詞が追加されていたりと一部変更点が存在する。
行動の拠点となるアレント博物館内に、以下の項目がある。
- シアター - 本編では描ききれなかったミニドラマ
- 資料室 - 設定資料、原画等の展示
- 図書室 - グランディアに登場する全モンスターのデータベース
- ゆうぎ場 - ミニゲーム
- 映写室 - キャラクター会話時の各種フェイスグラフィック展示
- 名シーンの部屋 - グランディアの主要イベント直前のセーブデータ集（『グランディア』本体が必要）

初めからすべての内容が閲覧できるわけではなく、ダンジョンを探索・クリアする事により順次開放されていく。

## 関連商品

### 攻略本
- グランディア 公式ガイドブック（1997年12月）
- グランディア 公式ガイドブック 完結編（1998年2月）
- グランディア オフィシャルガイド PS（1999年8月）
- うみねこ亭の休日（設定資料集）

### 小説版
原作を元に若干のアレンジを加えたノベライズ（全3巻、細江ひろみ著、カバーイラスト・口絵・本文イラスト本谷利明 角川スニーカー文庫）。
（※実際の巻数は、菱形の中に数字。）
- グランディア（1） 新大陸エレンシア (ISBN 4-04-419505-6)
- グランディア（2） 世界の果てを越えて (ISBN 4-04-419506-4)
- グランディア（3） アレントの向こう側 (ISBN 4-04-419507-2)

### 楽譜
- 楽しいバイエル併用 グランディア オリジナル・サウンドトラックス (ISBN 4810866440)

### サウンドトラック
グランディア オリジナル サウンドトラックス
（TWO-FIVE/キングレコード、KICA-5002/3（TF 002/3））（以下『OST1』と表記）
1997年12月22日発売、2枚組。作編曲：岩垂徳行。
セガサターン版発売直後にリリースされたサウンドトラック集。ゲーム音源を収録。DISC-1は「OrchestraSide」としてオーケストラの生演奏をメインにした曲を中心に収録、一方、DISC-2は「SynthSide」はシンセサイザーによる曲を集めている。
ヴェント〜グランディア アレンジバージョン
（TWO-FIVE/キングレコード、KICA-5004（TF 004））
1998年2月4日発売、1枚組。作編曲：岩垂徳行。
その名の通りのアレンジヴァージョン。下記『グランディア オリジナル サウンドトラックスII』で初めてオリジナル版が収録された曲のアレンジ版も収録している。
グランディア オリジナル サウンドトラックスII
（TWO-FIVE/キングレコード、KICA-5013/14（TF 008/9））（以下『OST2』と表記）
1998年6月26日発売、2枚組。作編曲：岩垂徳行。
『OST1』に収録できなかった楽曲を収録している。したがって『OST1』に比べるとBGM的な曲が多いが、ゲーム本編の重要な場面で使用されたものもある。各種効果音や通常戦闘時の音楽も本作品に初めて収められた。解説書には『OST1』収録曲も含めた岩垂徳行による全曲解説や「グランディアのテーマ」の楽譜も掲載されている。
ベスト オブ グランディア
（TWO-FIVE、TRCD-10007※）
1999年6月25日発売、1枚組。作編曲：岩垂徳行。
PlayStationへの移植に合わせて発売された、タイトル通りのベスト盤。『OST1』から選曲した10曲、『OST2』から選曲した6曲、ボーナストラックとして2曲、合計18曲を収録。
※帯などでは「TRCD-0007」となっているが、フィルム上からシールが貼られて訂正されている。なお本作品のみ発売、販売ともTWO-FIVEのためインディーズ盤となっている。
Grandia Complete Soundtrack・Grandia Memorial Soundtrack
（和洋レコーズ）
2020年5月24日発売。ゲームのHDリマスター版発売に際して、フランスのゲーム音楽レーベル和洋レコーズから発売された。パッケージは本谷利明による描き下ろしで、CD5枚組の『Grandia Complete Soundtrack』とレコード3枚組の『Grandia Memorial Soundtrack』、その限定版である『Grandia Memorial Soundtrack Limited Edition』の3種類が販売された。『Limited Edition』は500個のみの限定品で、メインテーマのピアノ楽譜と色紙が付属した。またCDにも先着250名にミニ色紙が購入特典として用意されていた。
同時期に和洋レコーズからは250台限定のオルゴール『Grandia Music Box』も発売されており、こちらには岩垂徳行氏の直筆サインが入っている。